# Müglitztal
Müglitztal  est une commune de Saxe (Allemagne), située dans l'arrondissement de Suisse-Saxonne-Monts-Métallifères-de-l'Est, dans le district de Dresde.

## Personnalités liées à la ville
- Hermann Sauppe (1809-1893), philologue né à Weesenstein.